# Uganda en los Juegos Olímpicos de Seúl 1988
Uganda estuvo representada en los Juegos Olímpicos de Seúl 1988 por un total de 24 deportistas que compitieron en 3 deportes.
El equipo olímpico ugandés no obtuvo ninguna medalla en estos Juegos.